# 中部旭紡績
中部旭紡績株式会社（ちゅうぶあさひぼうせき）は、名古屋市中区錦三丁目に本社をおく不動産業者。

## 概要
1950年（昭和25年）10月、資本金750万円で設立された。1975年（昭和50年）8月、名古屋市千種区千代田橋に所在した名古屋工場の機能を半田工場に移転。跡地利用として、1979年（昭和54年）10月にアサヒショッピングセンターを新設し、ユニー株式会社に賃貸している。その半田工場も1995年（平成7年）11月には敷地の一部をジャスコ半田店（当時）に賃貸するようになり、2004年（平成16年）4月に至って全面的に操業停止した。2011年（平成23年）12月には半田工場跡地の知多郡武豊町側にケーズ半田南店を開業させている。以降の事業内容は不動産賃貸のみとなっている。

## 拠点
- 名古屋工場（1975年廃止、アピタ千代田橋）[1]
- 半田工場（2004年廃止、イオン半田店）[1]（ケーズ半田南店）[2]